# عضلة طويلة باسطة لإبهام القدم

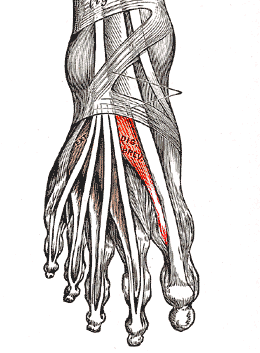

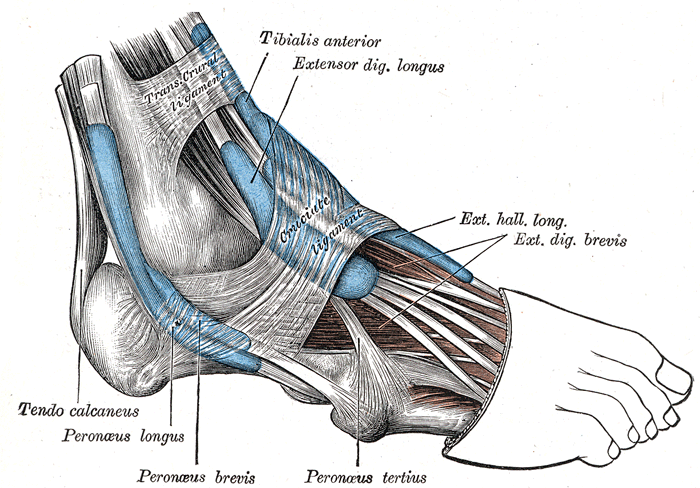
لعَضَلَة الطَّويلَة الباسِطَة لإِبْهامِ القَدَم
(Ext. hall. long.)

العَضَلَة الطَّويلَة الباسِطَة لإِبْهامِ القَدَم  (بالإنجليزية: Extensor Hallucis Longus Muscle) ،هي عضلة من عَضلات الطَرف السُفلي لِجسم الإنسان .

## المَنشأ
تَنشأ العَضلة من الرُبعين إلى الوَسط من السَطح الأمامي لِعظمة الشظية ،كَما تنشأ من الغِشاء بَينَ العَظْمَتين.

## المَغرس
تَنغرس هذهـ العَضلة في ظهر قاعدة السُلامية البعيدة لإصبع القَدم الكَبير.

## العَصب
يَتصل بِها العَصب الظُنبوبِي الأَمامِي (Anterior Tibial nerve) ،حَيث يَمر وَتر العَضلة إلى الأمام من العَصب الظُنبوبِي الأَمامِي وَالأوعية الظنبوبية الأمامية.

## الحَركة
هذه العَضلة مسؤولة بِشكل أساسي عَن: 
1. الانثناء الظَهرانِي (Dorsiflexion) للقدم.
2. بَسط المِفصل بَين السُّلاَمَيَات والمِفصل المِشطِي السُلامِي لإصبع القدم الكَبير.

## معرض صور

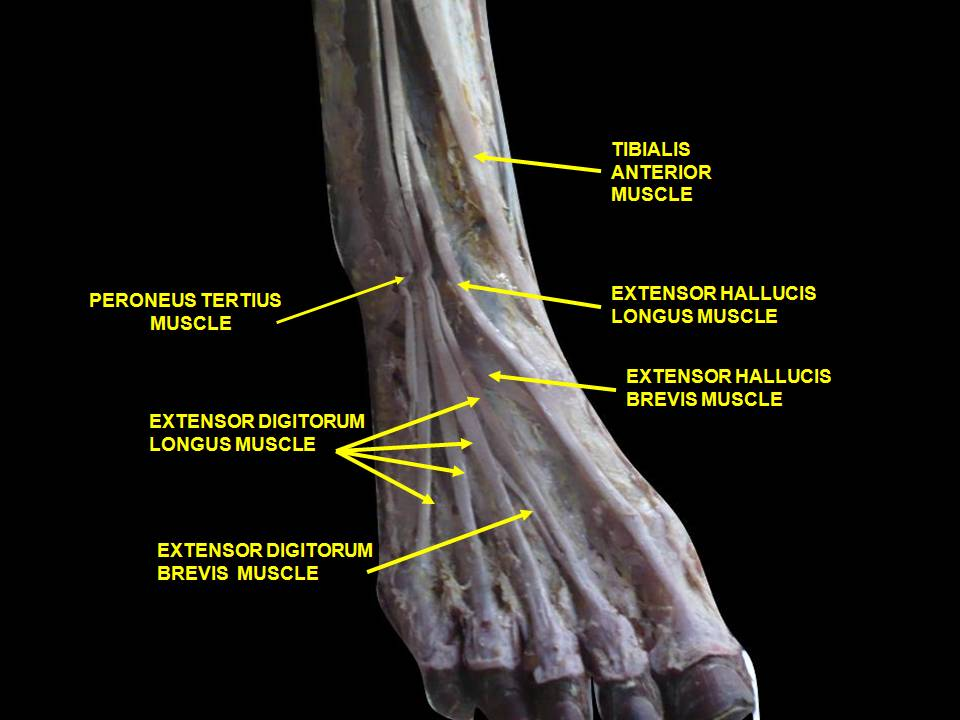
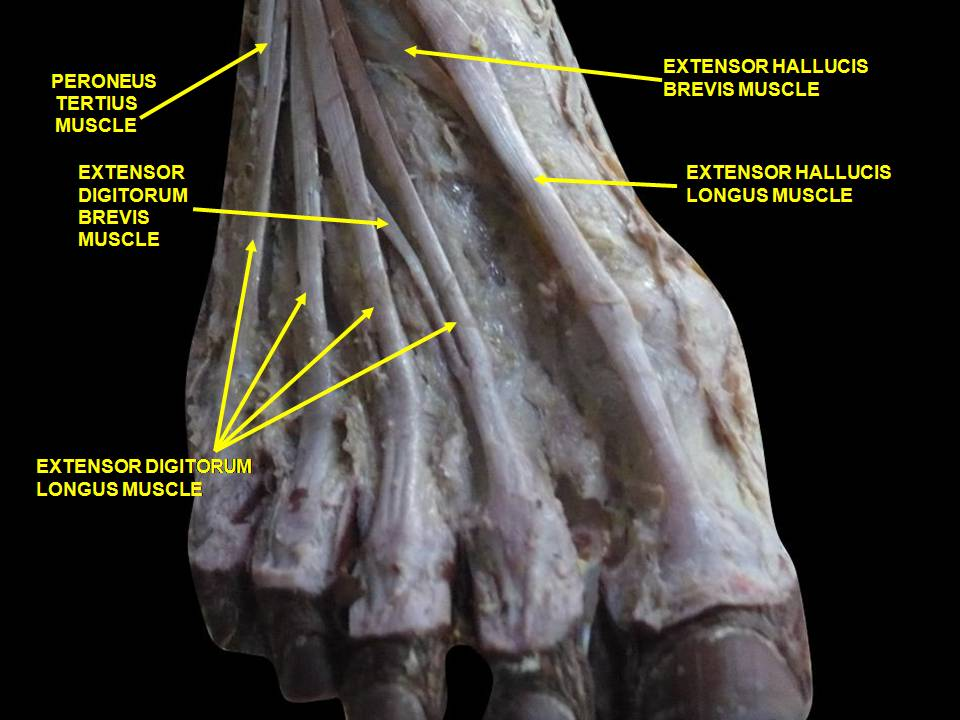
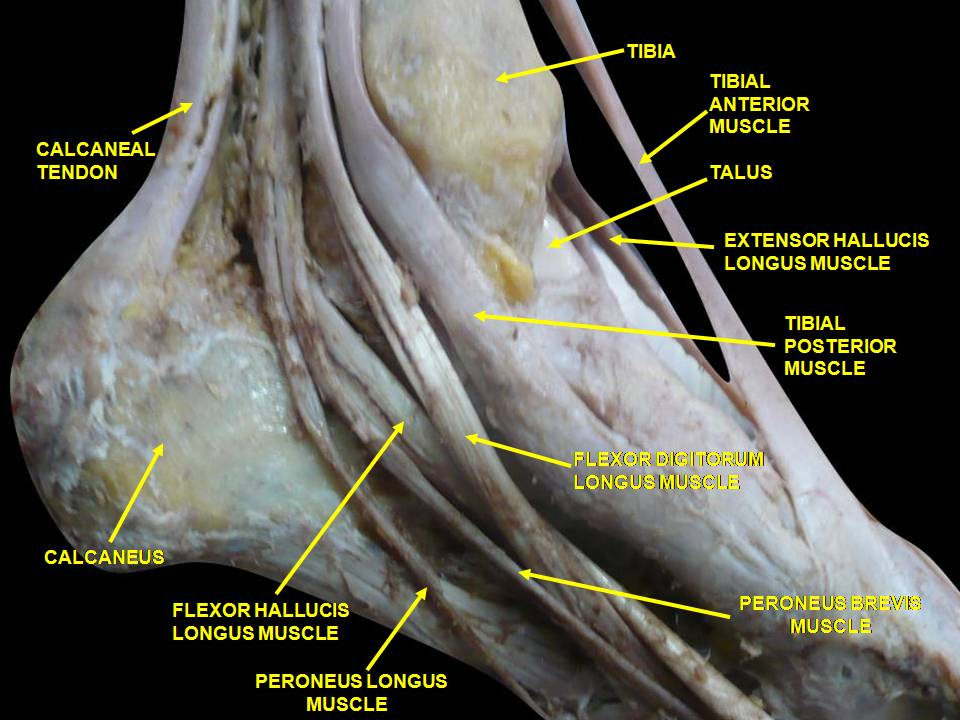
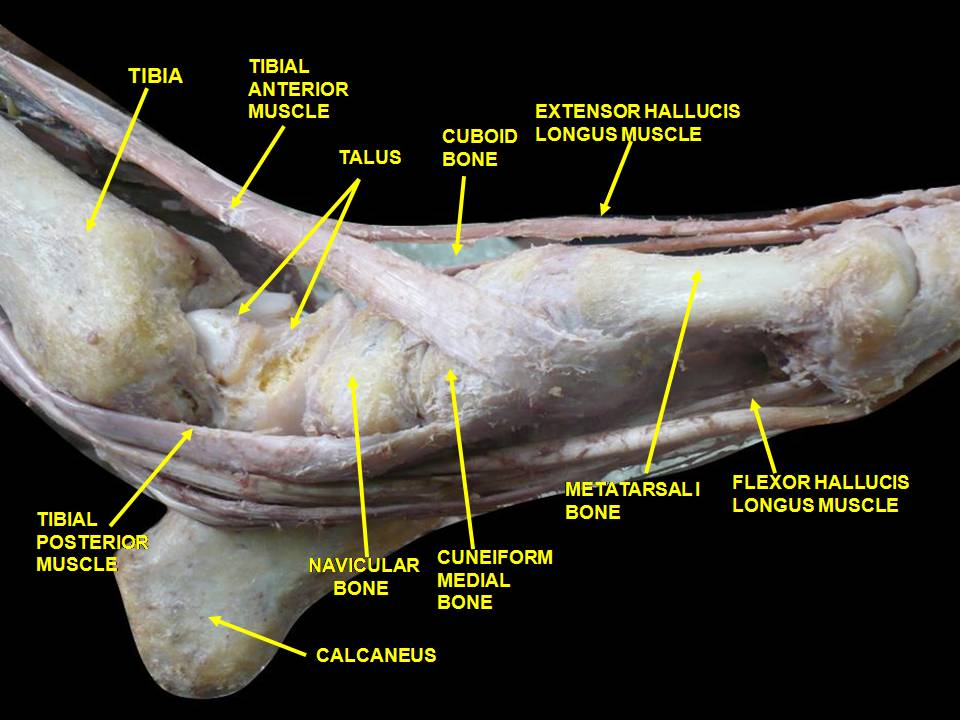
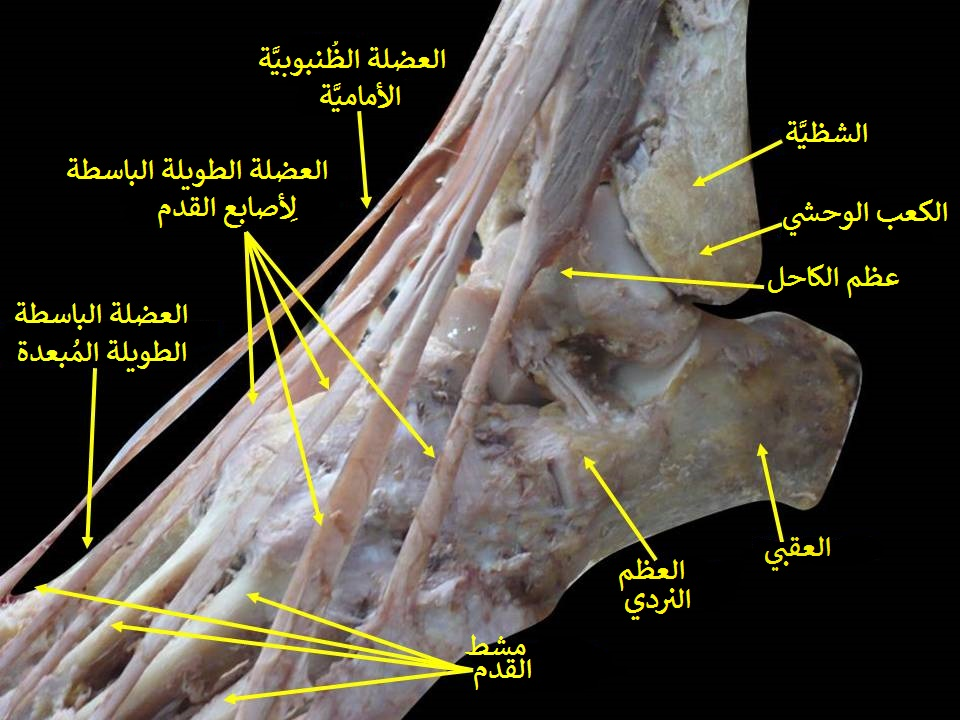

## المَراجع
1. Lower Limb Anatomy Part IIB , Alexandria University Faculty of Medicine ,1st year, page.61